# فيليب كوستيتش (لاعب كرة قدم)
فيليب كوستيتش هو لاعب كرة قدم صربي في مركز الهجوم، ولد في 8 أكتوبر 1993 في لوزنيتسا في صربيا. لعب مع FK Drina Zvornik ‏.

## وصلات خارجية
- فيليب كوستيتش (لاعب كرة قدم) على موقع قاعدة بيانات كرة القدم.إي يو (الإنجليزية)
- فيليب كوستيتش (لاعب كرة قدم) على موقع Soccerway.com (الإنجليزية)